# Nuova Unione Sportiva Triestina Calcio 1994-1995

## Rosa
| N. |                   | Ruolo | Calciatore          |
| -- | ----------------- | ----- | ------------------- |
|    | Italia (bandiera) | P     | Mauro Azzalini      |
|    | Italia (bandiera) | P     | Alessio Barbato     |
|    | Italia (bandiera) | P     | Diego Scrignar      |
|    | Italia (bandiera) | P     | Antonello Ciprietti |
|    | Italia (bandiera) | D     | Gianluca Birtig     |
|    | Italia (bandiera) | D     | Moreno Zocchi       |
|    | Italia (bandiera) | D     | Tiberio Federico    |
|    | Italia (bandiera) | D     | Cristian Zanvettor  |
|    | Italia (bandiera) | D     | Marco Marin         |
|    | Italia (bandiera) | C     | Gionny Pivetta      |
|    | Italia (bandiera) | C     | Alessandro Iacono   |
|    | Italia (bandiera) | C     | Marco Della Zotta   |

| N. |                   | Ruolo | Calciatore         |
| -- | ----------------- | ----- | ------------------ |
|    | Italia (bandiera) | C     | Massimo Pavanel    |
|    | Italia (bandiera) | C     | Andrea Polmonari   |
|    | Italia (bandiera) | C     | Luigi Incitti      |
|    | Italia (bandiera) | C     | Manuel Trampuz     |
|    | Italia (bandiera) | C     | Nicola Intartaglia |
|    | Italia (bandiera) | C     | Andrea Liguori     |
|    | Italia (bandiera) | A     | Riccardo Fatone    |
|    | Italia (bandiera) | A     | Massimo Marsich    |
|    | Italia (bandiera) | A     | Giuseppe Perziano  |
|    | Italia (bandiera) | A     | Patrizio Brescini  |
|    | Italia (bandiera) | A     | Stefano Iurincich  |
|    | Italia (bandiera) | A     | Marco Marzi        |